# 亂世兒女 (1966年電影)
《亂世兒女》（英語：A Debt of Blood）是一部於1966年上映的香港國語片，由袁秋楓導演，樂蒂、喬宏、田青、唐菁主演。

## 外部連結
- 香港影庫上《亂世兒女》的資料（繁體中文）
- 豆瓣电影上《亂世兒女》的資料 （简体中文）
- 时光网上《亂世兒女》的資料（简体中文）
- 互联网电影数据库（IMDb）上《亂世兒女》的资料（英文）